# Międzynarodowy przepływ siły roboczej
Międzynarodowy  przepływ siły roboczej ma zagwarantować pracownikowi polepszenie jego warunków życiowych i pracy oraz promowanie awansu społecznego.
W UE każdy obywatel państwa członkowskiego jest zatrudniany na terenie UE na takich samych zasadach jak obywatel tego państwa.

## Historia
Zakończenie zagospodarowywania kontynentów pozaeuropejskich, rewolucja przemysłowa i rozwój transportu otworzyły w pierwszej połowie XIX wieku okres masowej migracji. Siłę roboczą tworzyli przede wszystkim zrujnowani chłopi oraz rzemieślnicy, którzy utracili pracę w wyniku rozwoju produkcji maszynowej. Migracja zarobkowa w ówczesnej Europie polegała na migracji z biedniejszych i słabiej uprzemysłowionych regionów Europy Wschodniej i Środkowej do ośrodków przemysłowych. Migracja wzmagała się wraz z rozwojem gospodarczym. Migracje rosły na ogromną skale, dlatego w latach 70. XX w. popyt na siłę roboczą w Europie uległ znacznemu ograniczeniu, natomiast postępująca globalizacja w latach 90. przyspieszyła proces przepływu siły roboczej. Obecnie przepływ siły roboczej odbywa się najczęściej z krajów rozwijających się do krajów wysoko rozwiniętych, a przyspieszenie tego procesu wynika z obniżenia kosztów środków transportu, postępu technicznego oraz pogłębiania się różnic w poziomie płac między krajami biednymi i bogatymi.

## Charakter międzynarodowego przepływu siły roboczej
Międzynarodowy przepływ siły roboczej może mieć charakter:
- polityczny,
- kulturowy,
- ideologiczny,
- ekonomiczny.

## Przyczyny przepływu siły roboczej
- Podstawową przesłanką przepływu siły roboczej jest międzynarodowe zróżnicowanie stawek płac, co jest związane ze zróżnicowaniem krajów pod względem poziomu rozwoju gospodarczego.
- Na emigracje ekonomiczną decyduje się osoba, która nie ma szans na zdobycie pracy zapewnienie rodzinie minimum egzystencji, bądź osoba mająca za granicą realne szanse na podniesienie stopy życiowej
- Swobodny przepływ siły roboczej prowadzi do integracji rynków pracy i będzie tym większy, im większe będą różnice w poziomie bezrobocia.

## Trudności związane z międzynarodowym przepływem siły roboczej
Podejmując decyzję o emigracji osoba musi pokonać wiele trudności:
- zaadaptowanie w kraju osiedlenia,
- dostosowanie do innych zwyczajów
- bariera językowa
- odmienność kulturowa i ryzyko narażenia się na przejawy wrogości i niechęci
- wykształcenie nie zawsze jest przydatne w nowych warunkach
- rozłąka
- ryzyko podejmowania decyzji

## Główne przyczyny ekonomiczne międzynarodowego przepływu siły roboczej
- chęć uzyskania większego dochodu, poprawa sytuacji ekonomicznej, podniesienie stopy życiowej
- zapewnienie rodzinie minimum egzystencji
- bezrobocie w kraju
- spełnienie ambicji zawodowych
- podniesienie własnych kwalifikacji
- pogłębienie różnic w poziomie płac między krajami biednymi i bogatymi

## Skutki międzynarodowego przepływu siły roboczej
- Państwo opuszczone – skutki pozytywne
  - zmniejszenie bezrobocia
  - podniesienie płac
  - wzrost poziomu wykształcenia, poziomu kulturowego w wyniku kontaktu z innymi krajami
  - transfer części zarobków do kraju macierzystego
  - podniesienie kwalifikacji zawodowych za granicą
  - po powrocie inwestowanie nagromadzonego kapitału

- Państwo opuszczone – skutki negatywne
  - podatki opłacane są za granicą
  - państwo opuszczone ponosi koszty wykształcenia młodych ludzi, a ci z doświadczeniem i wykształceniem wyjeżdżają
  - brain dain (drenaż mózgów) – na emigracje udają się osoby o najwyższych kwalifikacjach. Specjaliści, z krajów rozwijających się do krajów rozwiniętych, w kraju zatrudniane są osoby mało kompetentne, co obniża efekty pracy, ponadto państwo musi znów szkolić nową kadrę
  - przedsiębiorcy muszą więcej płacić pracownikom, nawet mniej wykwalifikowanym.

- Państwo przyjmujące – skutki pozytywne
  - napływ zawodowo czynnej ludności o dobrym wykształceniu (koszty tego wykształcenia nie zostały poniesione przez to państwo)
  - młodzi ludzie w społeczeństwie starzejącym się
  - w przypadku mniej wykształconych – tania siła robocza dla mało atrakcyjnych prac za niewielkie wynagrodzenie
  - obniżenie poziomu płac, zwiększenie konkurencji na rynku i gotowość podejmowania pracy w trudnych warunkach umożliwia większe zyski i wzrost produkcji
  - dostęp do unikatowych kwalifikacji

- Państwo przyjmujące – skutki negatywne
  - spadek poziomu płac
  - koszt dostosowania nowych imigrantów do nowych warunków (kursy finansowane przez państwo)
  - powstawanie gett w biedniejszych dzielnicach, wzrost przestępczości
  - ksenofobia, zamieszki etniczne
  - koszty zabezpieczenia socjalnego dla imigrantów i ich rodzin

Likwidowanie barier fizycznych, technicznych i fiskalnych zapewnia swobodę przemieszczania się osób i osiedlania się na terenie innych krajów. Swoboda ta eliminuje przejawy dyskryminacji ze względu na narodowość pomiędzy pracownikami w odniesieniu do zatrudnienia, plac i innych warunków pracy.